# Тафт Мосвуд (Калифорнија)
Тафт Мосвуд (енгл. Taft Mosswood) насељено је место без административног статуса у америчкој савезној држави Калифорнија.

## Демографија
По попису из 2010. године број становника је 1.530, што је 142 (10,2%) становника више него 2000. године.
| Група             | 2000.       | 2010.         |
| Белци             | 74 (5,3%)   | 57 (3,7%)     |
| Афроамериканци    | 257 (18,5%) | 192 (12,5%)   |
| Азијати           | 216 (15,6%) | 183 (12,0%)   |
| Хиспаноамериканци | 814 (58,6%) | 1.099 (71,8%) |
| Укупно            | 1.388       | 1.530         |